# Ligne Somain - Douai (Nord)
Pour les articles homonymes, voir Ligne Somain - Douai.
La ligne Somain - Douai (Nord) a été ouverte à la fin du XIXe siècle par la Compagnie des mines d'Aniche dans le but de relier les fosses aux usines et aux gares de triage pour l'exportation. Une autre ligne, la ligne Somain - Douai (Sud) a été ouverte au milieu du XIXe siècle au Sud de la concession dans le même but.

## Historique
La ligne reliait les Usines de La Renaissance à Somain d'une part et Douai via un tronçon de la ligne Somain - Douai (Sud) d'autre part. À partir de Somain, les fosses suivantes sont reliées : De Sessevalle à Somain, Lemay et Barrois à Pecquencourt, Bonnel à Lallaing, Déjardin à Sin-le-Noble. Un embranchement vers le Nord construit en 1911 ramène à la fosse Bernard, la voie principale descend vers le Sud, rallie au réseau la fosse Bernicourt à Waziers puis au niveau de la fosse Gayant à Waziers, elle rejoint la ligne Somain - Douai (Sud).